# Rüttenen
Rüttenen (gsw. Rüttene) – miejscowość i gmina w Szwajcarii, w kantonie Solura, w jednostce administracyjnej (Amtei) Solura-Lebern, w okręgu Lebern.  

## Demografia
W Rüttenen mieszka 1510 osób. W 2021 roku 7% populacji gminy stanowiły osoby urodzone poza Szwajcarią. 